# Ceruletide
Ceruletide (INN), hay cerulein hay caerulein, là một oligopeptide 10 amino acid. Hợp chất này gây kích thích cơ trơn và tăng tiết dịch tiêu hóa. Ceruletide có thành phần và tác dụng tương tự cholecystokinin: kích thích tiết dịch dạ dày, đường mật, tuyến tụy, kích thích một vài cơ trơn và có ứng dụng hỗ trợ chẩn đoán suy tụy. Ceruletide được sử dụng để gây ra viêm tụy trong các mô hình động vật thí nghiệm.

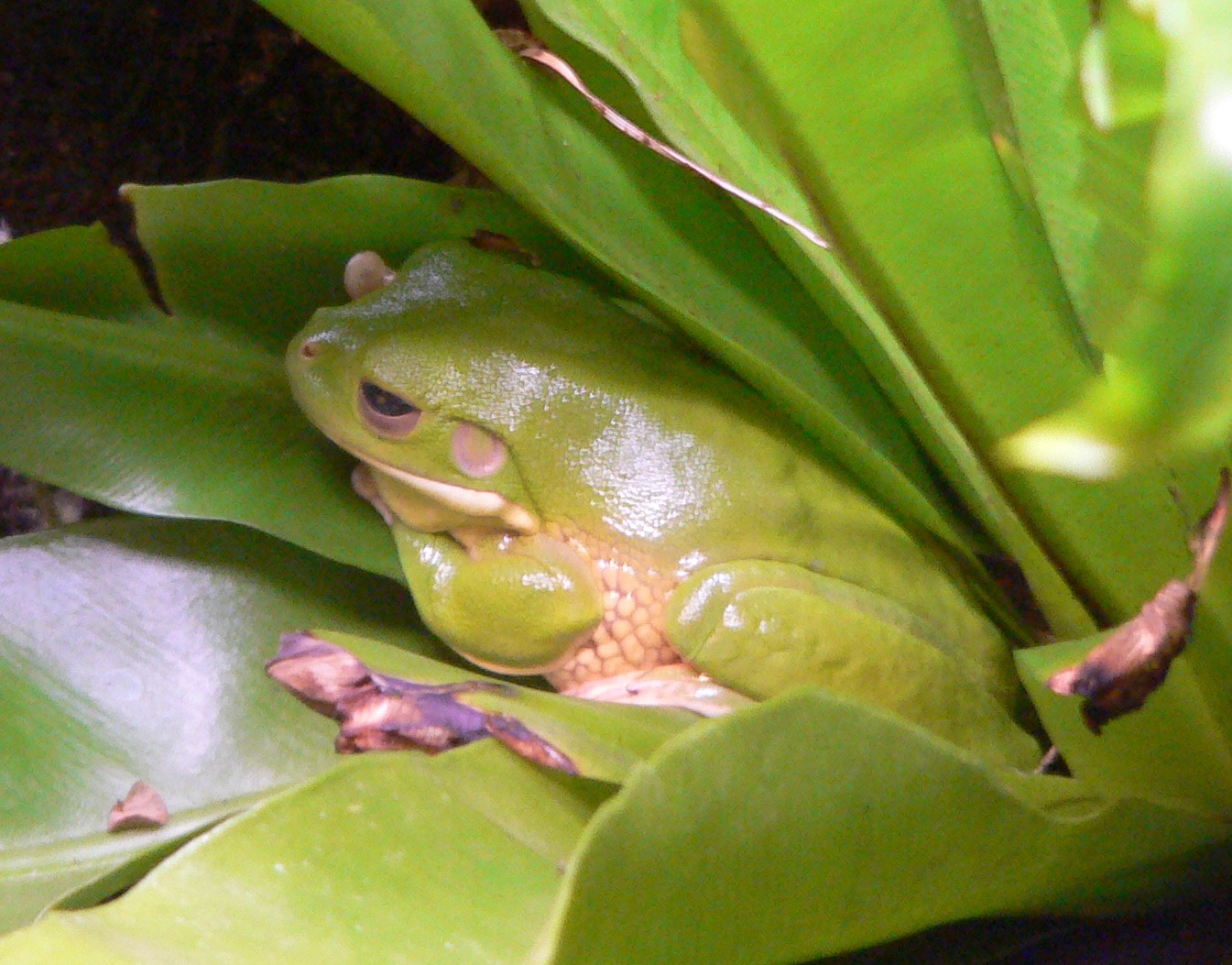
Litoria caerulae, trước đây có tên Hyla caerulae.

Các nhà khoa học Úc và Ý phát hiện và xác định cấu tạo chất ceruletide vào năm 1967, phân lập từ da khô của ếch cây xanh Úc (Litoria caerulea, trước đây là Hyla caerulea).  Trình tự amino acid: Pglu-Gln-Asp-Tyr[SO3H]-Thr-Gly-Trp-Met-Asp-Phe-NH2.